# شهرستان همیلتون (نبراسکا)
شهرستان همیلتون، نبراسکا (به انگلیسی: Hamilton County, Nebraska) یک سکونتگاه مسکونی در ایالات متحده آمریکا است که در نبراسکا واقع شده‌است.

## خصوصیات
شهرستان همیلتون ۱٬۴۱۶٫۷۳ کیلومترمربع مساحت دارد.